# Детский труд
Детский труд — это привлечение детей к работе на регулярной основе. В настоящее время в большинстве стран детский труд считается формой эксплуатации и признан незаконным. В прошлом детский труд был широко распространён, но после появления и признания концепций безопасности труда и прав детей области применения детского труда постепенно стали сокращаться. Среди видов детского труда, существующих в развитых странах, можно отметить работу в шоу-бизнесе (кино, театр, эстрада). Дети часто бывают вовлечены в различные виды преступной деятельности, в том числе проституцию и порнографию. В некоторых странах Африки детей вооружают и заставляют участвовать в боевых действиях.
ООН и Международная организация труда рассматривают детский труд как эксплуатацию. Статья 32 Конвенции о правах ребёнка гарантирует «на защиту от экономической эксплуатации и от выполнения любой работы, которая может представлять опасность для его здоровья или служить препятствием в получении им образования, либо наносить ущерб его здоровью и физическому, умственному, духовному, моральному и социальному развитию».

## Причины
Детский труд может быть рассмотрен как следствие нищеты и низкого уровня развития общества. Одна из основных причин, вынуждающих детей работать состоит в том, что от этого зависит выживание их семей и их собственное выживание. Немаловажную роль играет воля взрослых, которые могут использовать незащищённость детей в своих целях. Также играют роль социальные и культурные традиции, например:
- мнение о том, что труд способствует формированию характера и развитию навыков детей.
- традиция преемственности профессии.
- убеждение в том, что девочки менее нуждаются в образовании, чем мальчики, в связи с их традиционной ролью домохозяек.

Вышеуказанные традиции могут быть настолько сильны, что дети, а также и родители могут не осознавать, что детский труд незаконен и противоречит интересам самих детей.

## Статистика

### Число работающих детей по возрасту и полу в 2002 году
|               | Общее число детей (2002) | Экономически активные дети | Экономически активные дети в % | Детский труд | Детский труд в % | Дети на опасной работе | Дети на опасной работе в % |
| ------------- | ------------------------ | -------------------------- | ------------------------------ | ------------ | ---------------- | ---------------------- | -------------------------- |
| Возраст 5—11  | 838 800 000              | 109 700 000                | 13,1                           | 109 700 000  | 13,1             | 60 500 000             | 7,2                        |
| Возраст 12—13 | 360 600 000              | 101 100 000                | 28,0                           | 76 000 000   | 21,1             | 50 800 000             | 14,1                       |
| Возраст 14—15 | 1 199 400 000            | 210 800 000                | 17,6                           | 186 300 000  | 15,5             | 111 300 000            | 9,3                        |
| Возраст 16—17 | 332 100 000              | 140 900 000                | 42,4                           | 59 200 000   | 17,8             | 59 200 000             | 17,8                       |
| Мальчиков     | 786 600 000              | 184 100 000                | 23,4                           | 132 200 000  | 16,8             | 95 700 000             | 12,2                       |
| Девочек       | 744 900 000              | 167 600 000                | 22,5                           | 113 300 000  | 15,2             | 74 800 000             | 10,5                       |
| Всего         | 1 531 500 000            | 351 700 000                | 23,0                           | 245 500 000  | 16,0             | 170 500 000            | 11,1                       |

## История

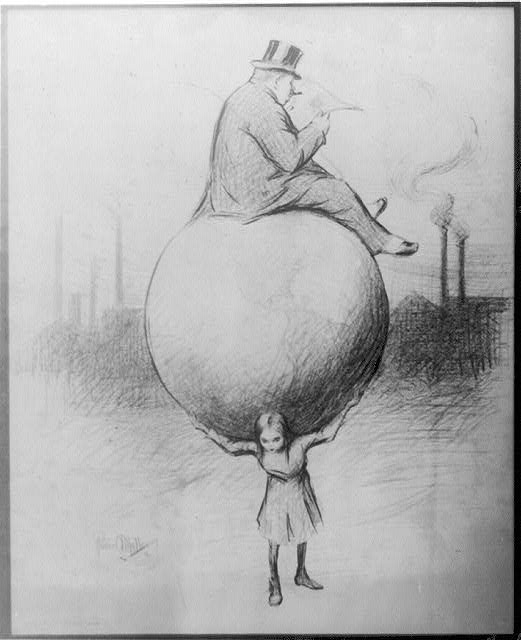
Карикатура 1912 года

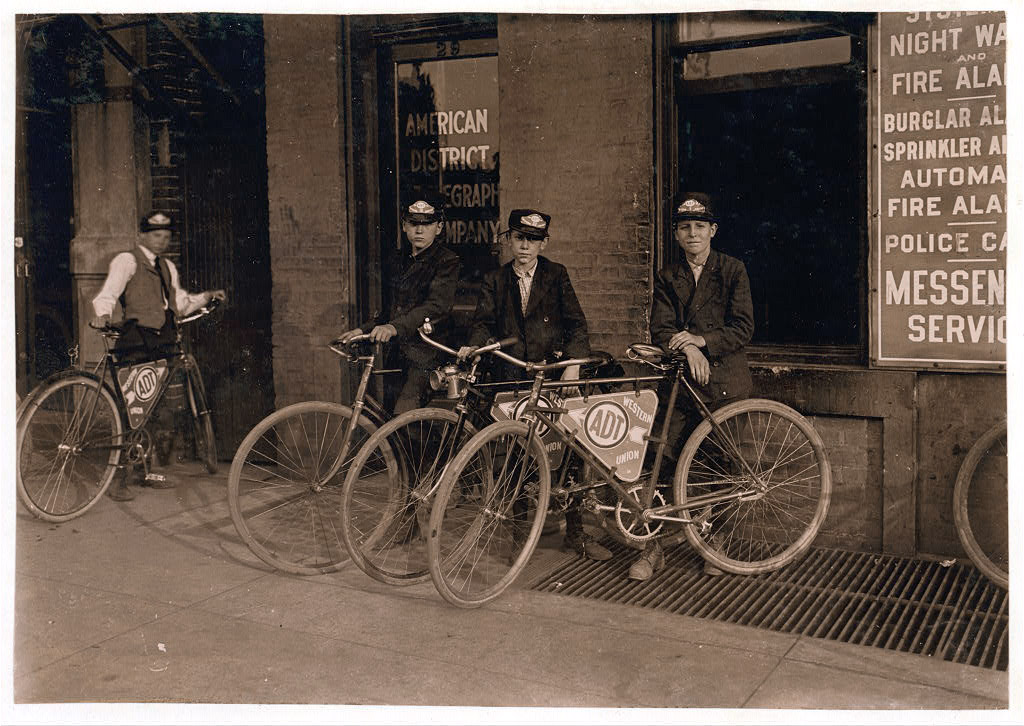
«Чистый» труд: дети-посыльные телеграфа в Индиане, США, 1908

Почти во всех странах мира на протяжении истории дети крестьян, рабов, а потом и ремесленников помогали родителям. Скорее всего, трудоспособные дети помогали ещё в первобытных обществах. В средневековой Европе дети, обучаясь у вольных ремесленников, а затем у цеховых, помогали им.
Детский труд на фабриках (заводах), шахтах был обычным явлением во многих промышленно развитых странах Европы и Америки в XIX веке. Дети трудились наравне со взрослыми до 14—18 часов в сутки (иногда с 5—6-летнего возраста), причём им платили за это в несколько раз меньше. Там существовало множество запретительных правил внутреннего распорядка, например, запрещалось смотреть в окно на рабочем месте (для чего на окнах висели решётки или заглушки), играть в перерывах на еду.
В Британии ещё существовали работные дома, где нищие (взрослые и дети) трудились принудительно в близких к тюремным условиях. О тяжелейших условиях детского труда писал английский историк Генри Гиббинс в книге «Промышленная история Англии». Одним из первых внимание к проблеме детского труда в Британии привлёк знаменитый реформатор Роберт Оуэн — в 1816 году он выступал об этом в Парламенте. С конца XVIII века и на протяжении XIX будущих ремесленных учеников («английских рабов», как называл их писатель) обычно набирали в работных домах, и, когда они попадали в «учение» на городские фабрики, то не получали никакого жалования, одежды. Часы труда были ограничены лишь полным истощением сил после применения различных принудительных способов к продолжению работы (например, после побоев надсмотрщиков). Дети часто работали до 16 часов подряд, иногда ночью, а в воскресенье чистили машины. Кормили их самой дешёвой и плохой пищей, которая часто шла также на корм свиньям. Спали они поочерёдно на грязных постелях. Некоторые пытались бежать с фабрики, и чтобы предупредить бегства, заподозренных в этом намерении детей заковывали в кандалы: они работали и спали в цепях. Такому же обращению подвергались и молодые женщины. Многие, не выдержав непосильного труда, умирали, и их хоронили по ночам в каком-нибудь глухом месте, чтобы народ не мог узнать масштабов такого «рабства». Некоторые совершали самоубийство для избавления от мучений.
Первые законы, ограничивающие детский труд, стали появляться в конце XIX века. Например, первые социальные законы Бельгии были приняты в 1889 году. Эти законы были реакцией на забастовку 1886 года, которая заставила бельгийских политиков обратить внимание на положение рабочего класса. В частности, было запрещено использование в промышленности труда детей моложе 12 лет, длительность рабочего дня для мальчиков 12—16 лет и девочек 12—21 лет был ограничен двенадцатью часами, для них был запрещен ночной труд и был установлен один обязательный выходной день в неделю.

## Детский труд в современном мире

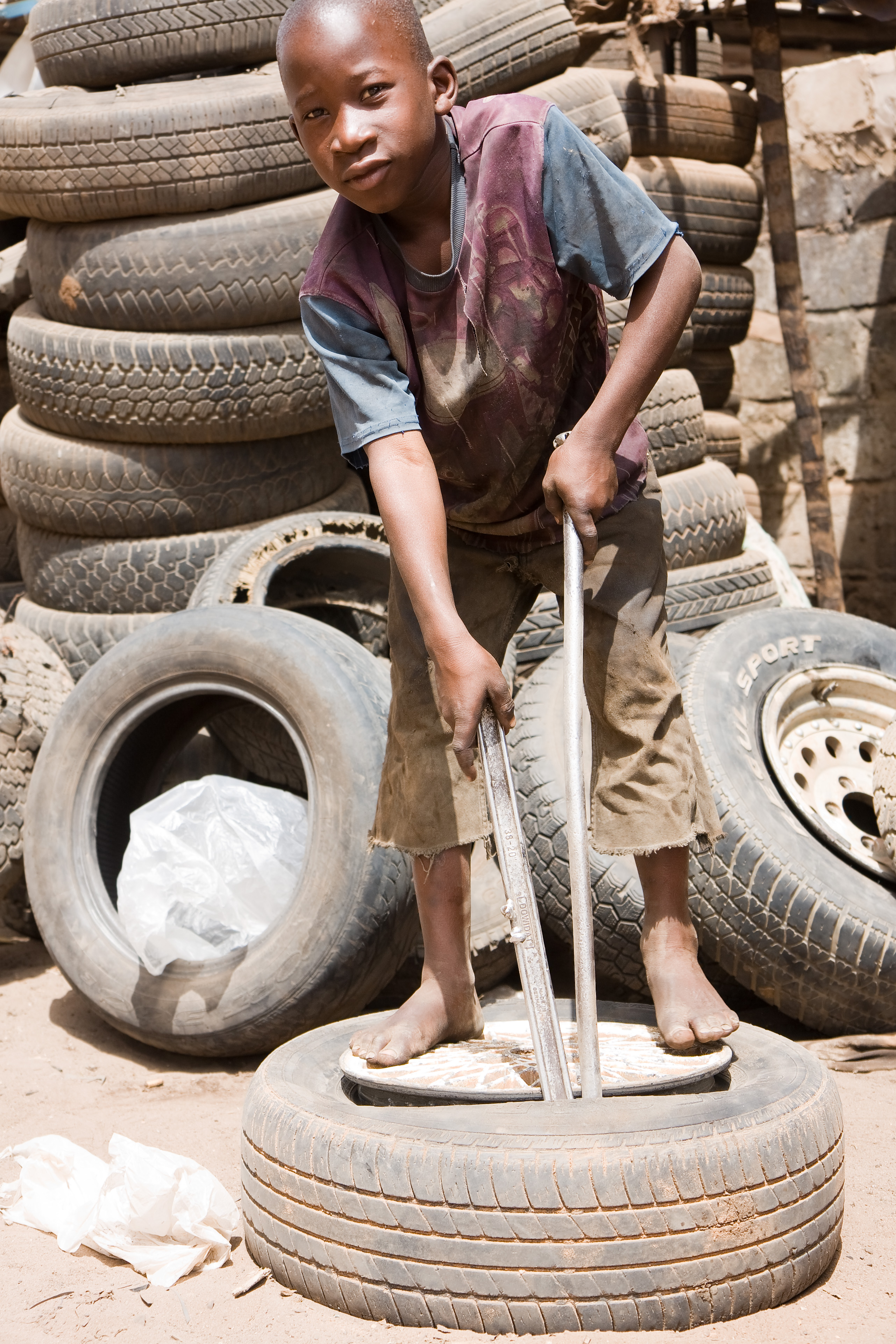
Мальчик ремонтирует шину в Гамбии.

По оценкам Международной организации труда на 1998 год, только в развивающихся странах были вынуждены работать около 250 миллионов детей в возрасте от 5 до 14 лет. Из них 153 миллиона живёт в Азии, 80 миллионов — в Африке и 17 миллионов — в Латинской Америке. «Многие из них трудятся в условиях, которые опасны для их физического, духовного и эмоционального развития».
С 2000 по 2012 число работающих детей в мире сократилось с 246 млн до 168 млн. Но все равно примерно один из десяти детей на планете в 2012-м году работал, при этом более половины из них (85 млн) были заняты опасными формами работы. Наихудшая ситуация наблюдалась в Африке южнее Сахары, где работало 59 млн детей, более чем каждый пятый ребенок (21,4 %).
Во многих странах, в том числе в России, применение труда малолетних (лиц, не достигших 14 лет) запрещено. В России закон позволяет работать самостоятельно с 16 лет, однако можно работать с 15 лет при условии окончания 9 классов средней школы (основное общее образование) и с 14 лет заниматься предпринимательской деятельностью с согласия родителей и органов опеки. В этих случаях несовершеннолетний работник по решению органа опеки и попечительства может быть признан полностью дееспособным.
16 мая 2015 года издание Newsweek сообщило о гибели 28 детей в Нигерии из-за отравления свинцом при работах на нелегальных золотых шахтах.